# Carinhoso
"Carinhoso" é uma das obras mais importantes da música popular brasileira. Foi composta por Pixinguinha entre 1916 e 1917 (sendo anterior ao seu ingresso, em 1933, como aluno, no então Instituto Nacional de Música, atual Escola de Música da Universidade Federal do Rio de Janeiro), mas gravada pela primeira vez em 1928, contando somente com a parte instrumental. 
Posteriormente "Carinhoso" recebeu letra de João de Barro, sendo gravada com grande sucesso por Orlando Silva em 1937. Em 1950, a música recebeu uma versão no idioma inglês chamada "Love Is Like This" composta por Ray Gilbert para o filme Romance Carioca. A interpretação ficou a cargo da atriz protagonista do filme, Jane Powell. "Carinhoso" voltou a ser grande sucesso romântico nos anos 70 quando uma regravação foi escolhida como música tema da telenovela da TV Globo Carinhoso, estrelada pelos astros do gênero Regina Duarte e Cláudio Marzo e tendo como antagonista principal Débora Duarte.
Em 2009, ela foi considerada a terceira maior música brasileira segundo a revista Rolling Stone Brasil.
Em 2021, segundo um levantamento do Ecad, a canção contava com 411 gravações registradas, fazendo desta a canção brasileira mais regravada no país em todos os tempos.